# Fontaines de la place Saint-Pierre
Les fontaines de la place Saint-Pierre (en italien : Fontane di piazza San Pietro) sont situées de part et d'autre de l'obélisque sur la place Saint-Pierre, au Vatican. Ces fontaines jumelles de 8 m de hauteur sont appelées Gregoriana pour la plus ancienne et Clementina pour sa réplique.

## L'Acqua Paola
Au début du XVIIe siècle, la partie droite du Tibre est mal approvisionnée en eau. Cet approvisionnement des  quartiers du Trastevere, du Borgo mais aussi du Vatican est le premier sujet abordé par le pape Paul V, tout juste élu. En fait, comme pour certains de ses récents prédécesseurs, le but final du pape est d'avoir une grande réserve d'eau pour les jardins de sa résidence du Vatican. La ville de Rome accepte de contribuer aux frais de restauration de l'ancien aqueduc de l'Aqua Trajana : l'eau est acheminée du lac de Bracciano, situé à 30 km au nord-ouest de Rome. Elle permet de rendre autonomes les quartiers de la rive droite du fleuve. Les travaux commencent en 1608 et sont achevés en 1610. L'aqueduc est rebaptisé Acqua Paola. Au cours de ces travaux, des dérivations secondaires sont ajoutées, afin d'approvisionner le Vatican en eau. L'extrémité de l'aqueduc est située à la fontana dell'Acqua Paola sur le Janicule à Rome.

## L'ancienne fontaine
Dès 1490, entre autres, sur la vieille place, en face de l'antique basilique vaticane, il existe une fontaine, Gregoriana, qui est sur la droite du centre, face à la basilique. Elle est alimentée en eau de la colline du Vatican mais aussi celle du Janicule. Cette source alimente également la fontaine de la place Santa Maria in Trastevere. Elle est canalisée dans de vieilles conduites, depuis environ 1 000 ans. La structure originale de la fontaine est composée d'une base circulaire à trois étages, sur laquelle sont placés deux bassins de tailles différentes, qui recueillent l'eau, à partir d'un élément central décoré. Elle est restaurée, en 1501, par l'architecte Alberto da Piacenza et probablement avec l'aide de Bramante.
Bien engagé dans la construction de la nouvelle façade de la basilique Saint-Pierre, Carlo Maderno, en 1613 et 1614, a également la charge de donner un nouveau visage à la place. Il est face au problème de transformer l'antique place Saint-Pierre en un espace monumental et représentatif, spécifiquement lié à la basilique. Le nouvel aqueduc lui offre la possibilité de démolir et de reconstruire d'une manière plus moderne, la fontaine existante. Il élimine les trois étages de la fontaine et le bassin supérieur, qui est remplacé par un élément en forme de coupelle, de dimensions légèrement plus petites que le bassin le plus bas. La surface extérieure de la coupe, bordée de petits carreaux en relief, est destinée à diviser en une quantité de petites gouttes, l'eau qui tombe du jet central en sept jets distincts : l'eau semble pleuvoir en un effet de voile, original et innovant, dans le bassin inférieur, seul morceau de granit conservé de la fontaine originale. Compte tenu de la quantité considérable d'eau disponible, l'ensemble de la fontaine peut être élevé sur une base octogonale, arborant les armoiries pontificales et l'image de deux dauphins entrelacés. L'ensemble est placé dans un réservoir beaucoup plus grand, presque ovale, sur le modèle des fontaines de Giacomo della Porta. L'emplacement d'origine de la fontaine n'est pas modifié : elle est située à quelques mètres au sud-est de l'actuelle fontaine.

## La fontaine jumelle
À partir de 1657, Le Bernin commence à traiter l'arrangement final de la place. Alors que la construction de la colonnade ovale, destinée à donner l'architecture harmonique de l'ensemble du complexe place-basilique, il est évident que l'unique fontaine, décalée par rapport à la place et la colonnade, représente un élément de désordre dans la symétrie du travail en cours. S'il n'est pas possible de la placer au centre de la place, déjà occupé par l'obélisque que Sixte V avait mis en place en 1586, il est plus simple de la mettre à côté, mais dans ce cas la symétrie nécessite qu'il y en ait une autre, exactement sur le côté opposé.
En 1667, elle est donc déplacée et positionnée à sa place actuelle, exactement dans l'alignement de l'obélisque et dans le grand axe de l'ovale de la place. L'autre fontaine, exactement identique à la première, à l'exception du blason papal, qui est celui du pape Clément X au lieu de Paul V et des éléments décoratifs, est placée symétriquement par rapport à l'autre fontaine, sur le côté sud de la place. Elle est inaugurée le 28 juin 1677 et baptisée Clementina.
La réalisation de la fontaine jumelle, en travertin, semble devoir être attribuée à Carlo Fontana, bien que lui-même en attribue la paternité au Bernin.
Cependant, la deuxième fontaine a un problème de pression d'eau, qui n'est  pas suffisante pour l'alimentation correcte et qui provoque un retard de l'inauguration. Une augmentation de la portée de l'Acqua Paola ne semble pas être en mesure de résoudre le problème, mais il y a également le fait que l'eau n'est pas potable et que les sources de l'époque sont également utilisées pour un usage public. Néanmoins Flavio Orsini, le propriétaire du lac de Bracciano, à partir duquel est pompée l'eau, parvient à vendre, à un prix très élevé, au pape Clément X, une autre partie de l'eau du lac, réussissant à le convaincre que l'eau est potable. L'accord est conclu, l'eau arrive non seulement dans des quantités plus que suffisantes mais aussi avec une augmentation de la pression pour permettre aux deux fontaines d'avoir un jet très élevé, d'environ 8 mètres. Cette consommation est maintenue jusqu'à la seconde moitié du XXe siècle, quand, à la suite d'une restauration sur le raccordement de la fontaine de gauche, sous le pontificat de Paul VI, elle est considérablement réduite par l'installation simultanée d'un système de recyclage de l'eau.

## Galerie

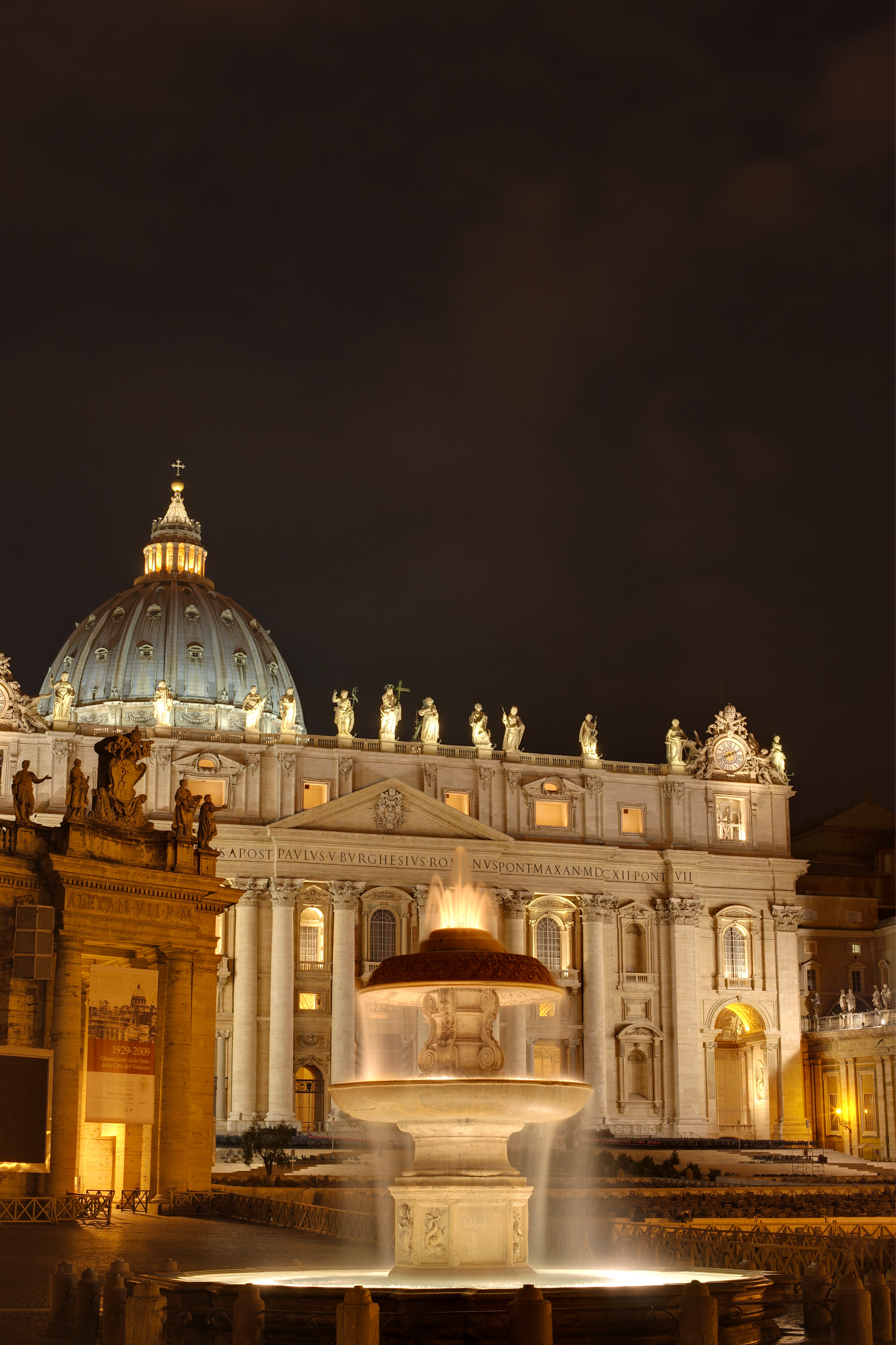
La fontaine de Carlo Fontana.
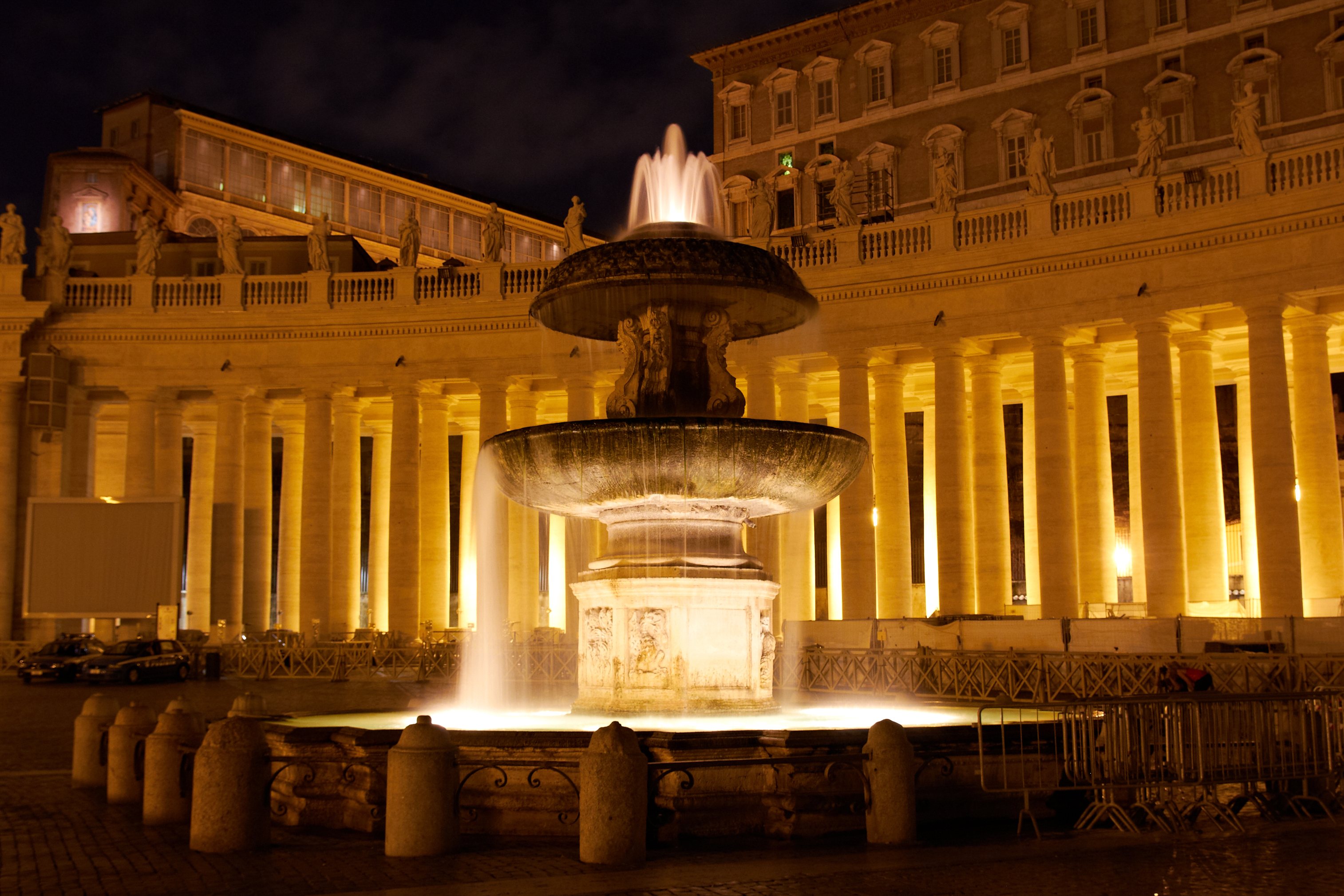
La fontaine de Carlo Maderno.
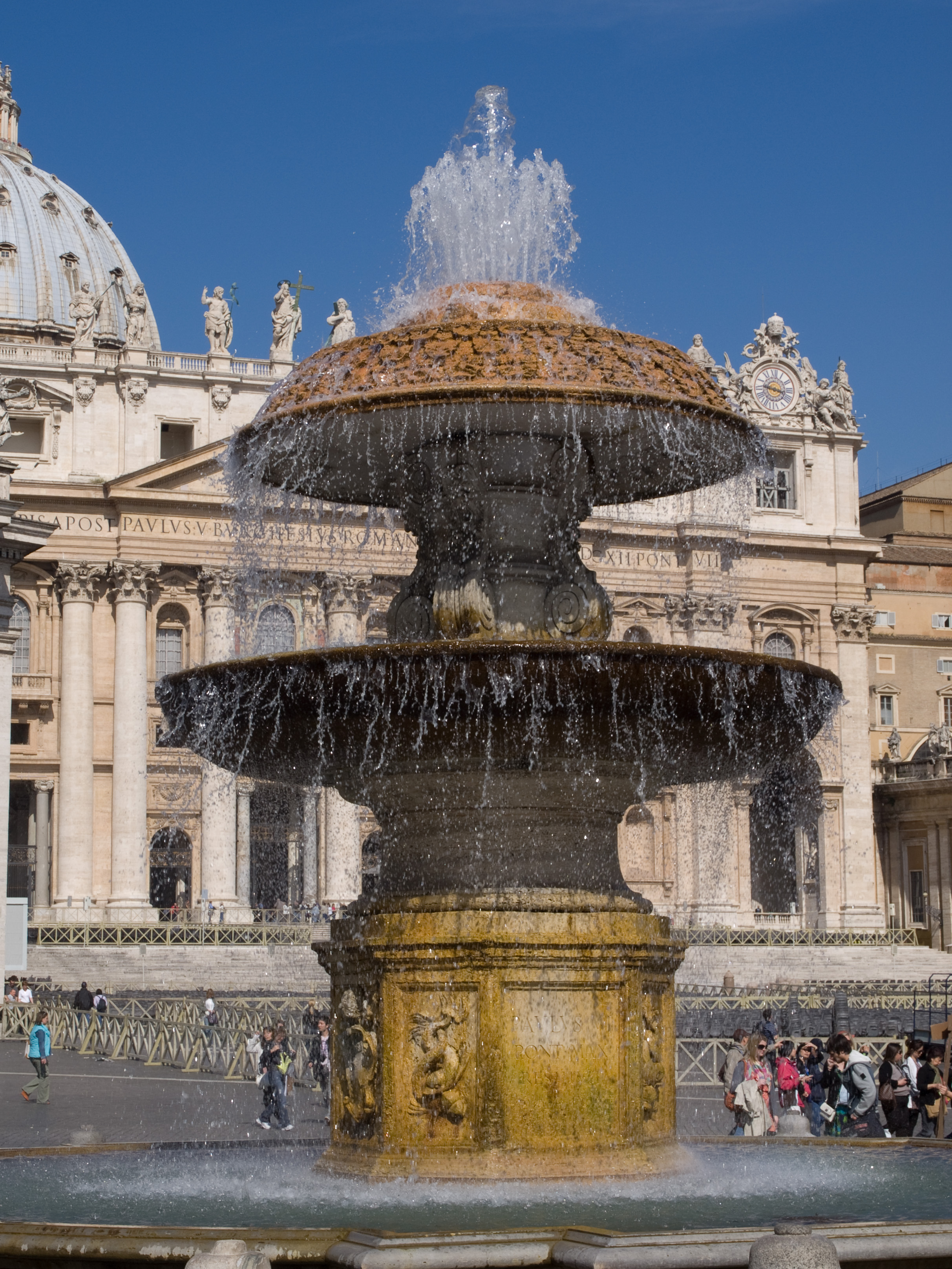
Vue de jour de la fontaine de Carlo Fontana
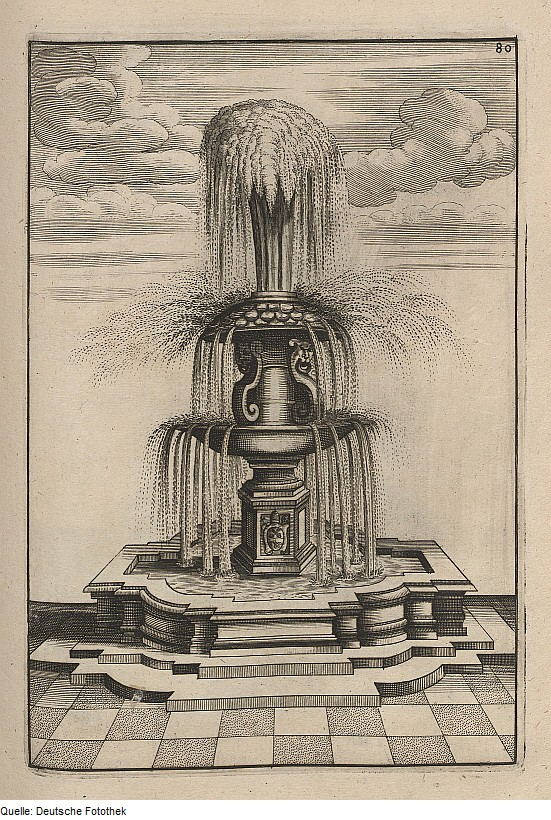
Dessin d'une des fontaines (1664)
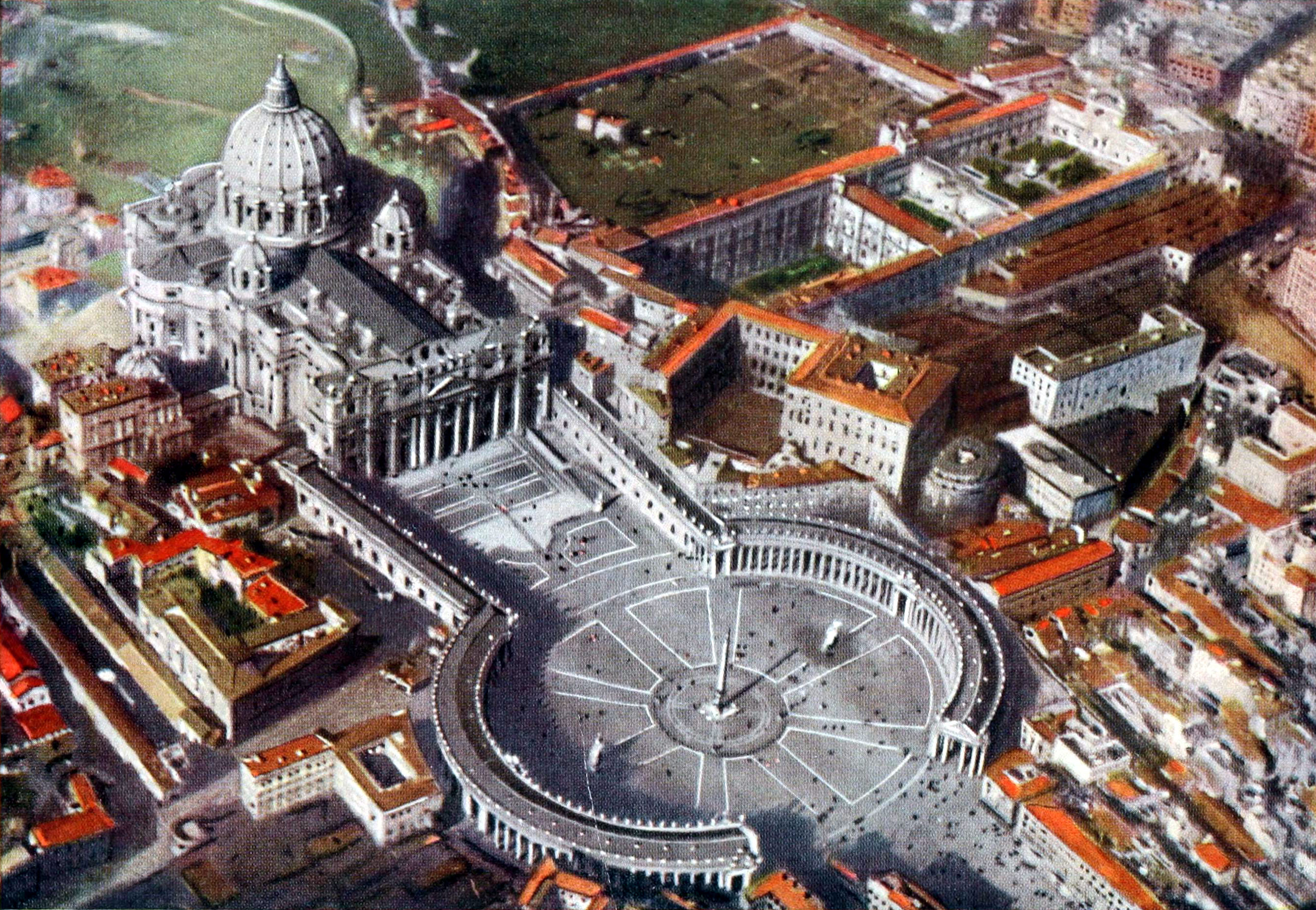
Vue aérienne de la place Saint-Pierre avec les deux fontaines de part et d'autre de l'obélisque.

## Source de la traduction
- (it) Cet article est partiellement ou en totalité issu de l’article de Wikipédia en italien intitulé « Fontane di piazza San Pietro » (voir la liste des auteurs).